# Dreamers
Dreamers (originaltitel: The Dreamers), utgiven som The Innocents i vissa länder, är en brittisk/fransk dramafilm från 2003 i regi av Bernardo Bertolucci. Filmen är baserad på Gilbert Adairs roman The Holy Innocents.

## Handling
Mitt i det politiska tumultet i Paris 1968 utspelar sig historien om tre unga filmfanatiker som dras till varandra på grund av sin gemensamma passion för film. Den amerikanske utbytesstudenten Matthew blir vän med syskonen Theo och Isabelle, och de tre vännerna utvecklar ett förhållande olikt allt annat Matthew tidigare upplevt, samtidigt som Majrevolten pågår ute på de parisiska gatorna med stora gatukravaller.

## Rollista
| Michael Pitt    | – Matthew        |
| Eva Green       | – Isabelle       |
| Louis Garrel    | – Theo           |
| Anna Chancellor | – Mamma          |
| Robin Renucci   | – Pappa          |
| Florian Cadiou  | – Patrick        |
| Pierre Hancisse | – Förste Buff    |
| Valentin Merlet | – Andre Buff     |
| Lola Peploe     | – Usherette      |
| Ingy Fillion    | – Theos flickvän |

## Produktion
Jake Gyllenhaal, Jerist Aguilar och Leonardo DiCaprio blev erbjudna rollen som Matthew, den manliga huvudrollen. Gyllenhaal tackade nej på grund av filmens många nakenscener (flera klipp innefattar närbilder av huvudrollsinnehavarens penis). DiCaprio avstod från rollen för att han var upptagen med filmen The Aviator.

## Soundtrack
Soundtracket till The Dreamers släpptes på CD år 2004.
Spårlista:
1. Third Stone From The Sun - Jimi Hendrix
2. Hey Joe - Michael Pitt & The Twins of Evil
3. Quatre Cents Coups - Jean Constantin
4. New York Herald Tribune - Martial Solal
5. Love Me Please Love Me - Michel Polnareff
6. La Mer - Charles Trenet
7. Song For Our Ancestors - Steve Miller Band
8. The Spy - The Doors
9. Tous Les Garçons et Les Filles - Françoise Hardy
10. Ferdinand - Antoine Duhamel
11. Dark Star - The Grateful Dead
12. Non, Je Ne Regrette Rien - Edith Piaf